# Порношик

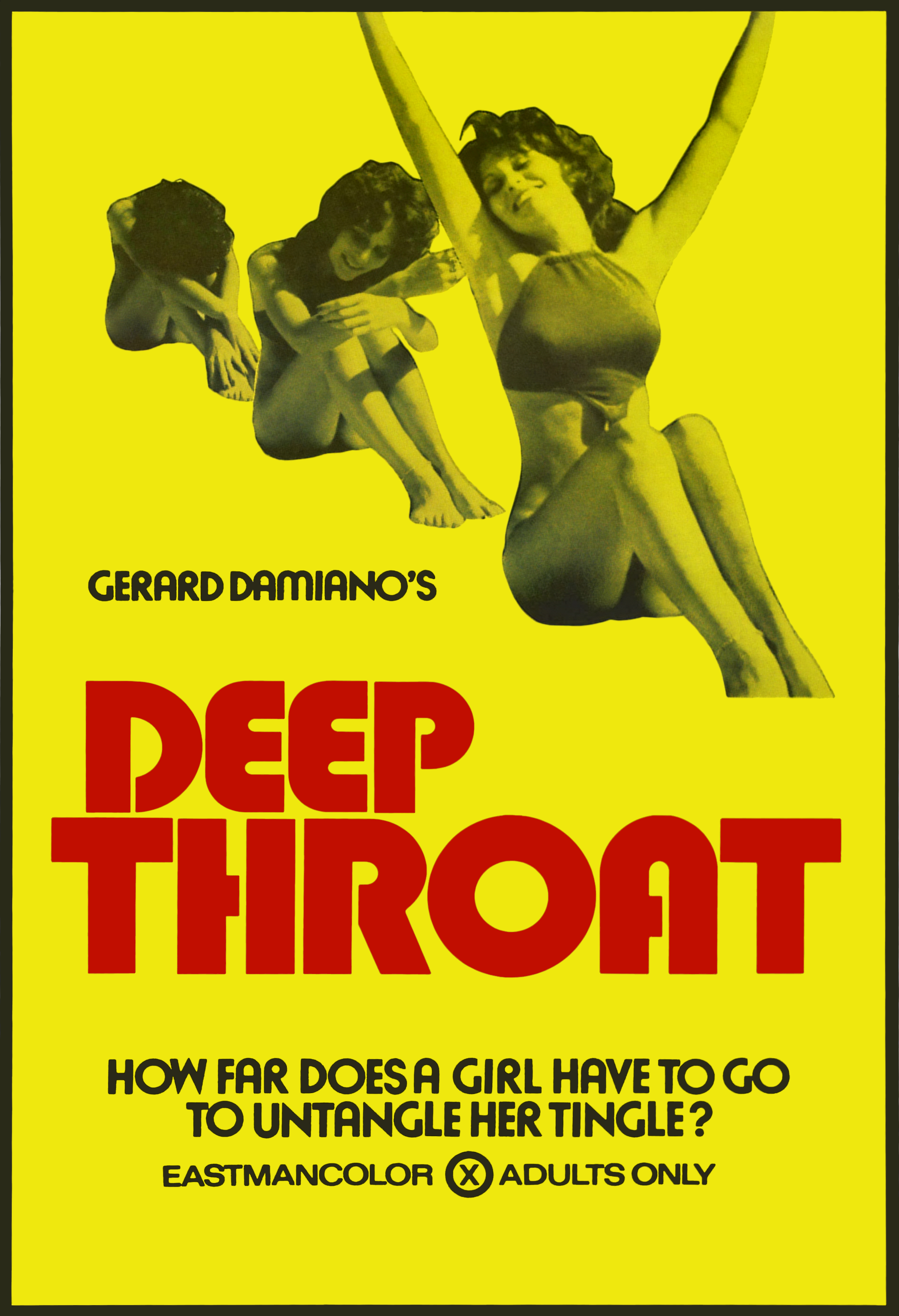
Плакат фильма «Глубокая глотка»

Термин «порношик» (англ. porno chic) впервые был использован в начале 1970-х для описания волны порнографических фильмов, таких как «За зелёной дверью», «Глубокая глотка», «Дьявол в мисс Джонс» и «Счёт», которые показывались в мейнстримовых кинотеатрах в США в вечернее время. В течение двух-трёх лет, даже не в андеграундных кругах, считалось вполне приемлемым и модным смотреть и обсуждать подобные фильмы.
Так, например, не скрывал своего посещения кинотеатра на сеанс «Глубокой глотки» знаменитый актёр Джек Николсон.
Пятистраничная статья о фильме «Глубокая глотка» во влиятельном журнале The New York Times Magazine в начале 1973 года использовала выражение «порношик» в заголовке и описывала явление.
Актриса Линда Лавлейс сказала в то время, что она верит в слияние порноиндустрии с мейнстримом.
В течение эпохи порношика, также известного как «золотой век порно», такие имена кинозвёзд этого жанра, как Линда Лавлейс, Мэрилин Чемберс, Энни Спринкл, Лиза де Лейв, Джульет Андерсон, Гарри Римс, Джон Лесли, Рон Джереми и Джон К. Холмс, стали широко известными и пользующимися большим спросом. Поскольку промышленность процветала, Холмс снялся в первом порносериале с повторяющимся персонажем — частным детективом Джонни Уоддом.
Позже термин «порношик» использовался для обращения к мейнстримовой порнографии и использованию образов из порнографии в популярной культуре, вроде рекламы, видеоклипов, фильмов и кабельного телевидения. Порномодели и актрисы регулярно давали интервью на радио и появлялись на «Шоу Говарда Стерна». В результате этого актрисы, а также несколько актёров, вроде Рона Джереми, только приобретали дополнительную известность. Начиная с 1990-х годов и по сей день это стало обычным для мейнстримовых голливудских порнозвёзд.
Позже использование термина продвигалось британским медиаисследователем Брайеном Макнэйром.
С 2003 года студией Marc Dorcel снимаются порнофильмы из серии под названием Pornochic.

## Эпоха
Золотой век начался в 1972 году с «Глубокой глотки», чья премьера состоялась во Всемирном театре Нью-Йорка 12 июня 1972 года.
Вышедший в 1973 году фильм «Дьявол в мисс Джонс» занял седьмое место в списке десяти самых кассовых картин 1973 года, несмотря на отсутствие широкого проката и профессионального маркетинга Голливуда и будучи практически запрещённым на территории страны в течение полугода.

## Фильмы
Некоторые из хорошо известных фильмов:
- Грустное кино (США, 1969)
- Мона: девственница-нимфетка (США, 1970)
- Парни в песке (США, 1971)
- Глубокая глотка (США, 1972)
- За зелёной дверью (США, 1972)
- Дьявол в мисс Джонс (США, 1973)
- Счёт[англ.] (США, 1974)
- Эммануэль (Франция, 1974)
- Ощущения (Франция, 1975)
- Алиса в стране чудес (США, 1976)
- Сквозь зеркало (США, 1976)
- Открытие Мисти Бетховен (США, 1976)
- Дебби покоряет Даллас (США, 1978)
- Ночь на Адонисе[англ.] (США, 1978)
- Джек и Джилл (США, 1979)
- Ненасытная (США, 1980)
- Ночные грёзы (США, 1981)
- Кафе «Плоть» (США, 1982)